# Phytobia fusca
Phytobia fusca är en tvåvingeart som beskrevs av Mitsuhiro Sasakawa 1996. Phytobia fusca ingår i släktet Phytobia och familjen minerarflugor. Inga underarter finns listade i Catalogue of Life.